# 蔡锷公馆
蔡锷公馆位于湖南省邵阳市洞口县山门镇，在黄泥江的北岸，秀云山的西山脚下，面朝西南。公馆为砖木结构，占地一千三百平方米。前后是三进，面阔是五间，进深是二间。民国初期政治军事家蔡锷的青少年时代大都在洞口县山门镇度过。

## 历史
蔡锷公馆原来是“武安宫”，清朝康熙21年（1682年）开始新建，2003年进行了一次全面修整，2006年5月，蔡锷故居、公馆和墓被国务院批准列入第六批全国重点文物保护单位名单。

## 链接
- 蔡锷故居、公馆、墓 （页面存档备份，存于）